# Bisdom Timika
Het bisdom Timika (Latijn: Dioecesis Timikaënsis) is een rooms-katholiek bisdom met als zetel Timika, hoofdstad van het regentschap Mimika, in Indonesië. Het bisdom is suffragaan aan het aartsbisdom Merauke. 

## Geschiedenis
Het bisdom werd opgericht op 19 december 2003, uit delen van het bisdom Jayapura. 

## Parochies
Het bisdom had in 2022 een oppervlakte van 81.811 km2 en telde 1.118.000 inwoners waarvan 10,9% rooms-katholiek was.

## Bisschoppen
- John Philip Saklil (19 december 2003 - 3 augustus 2019)
- sedisvacatie

## Galerij van afbeeldingen

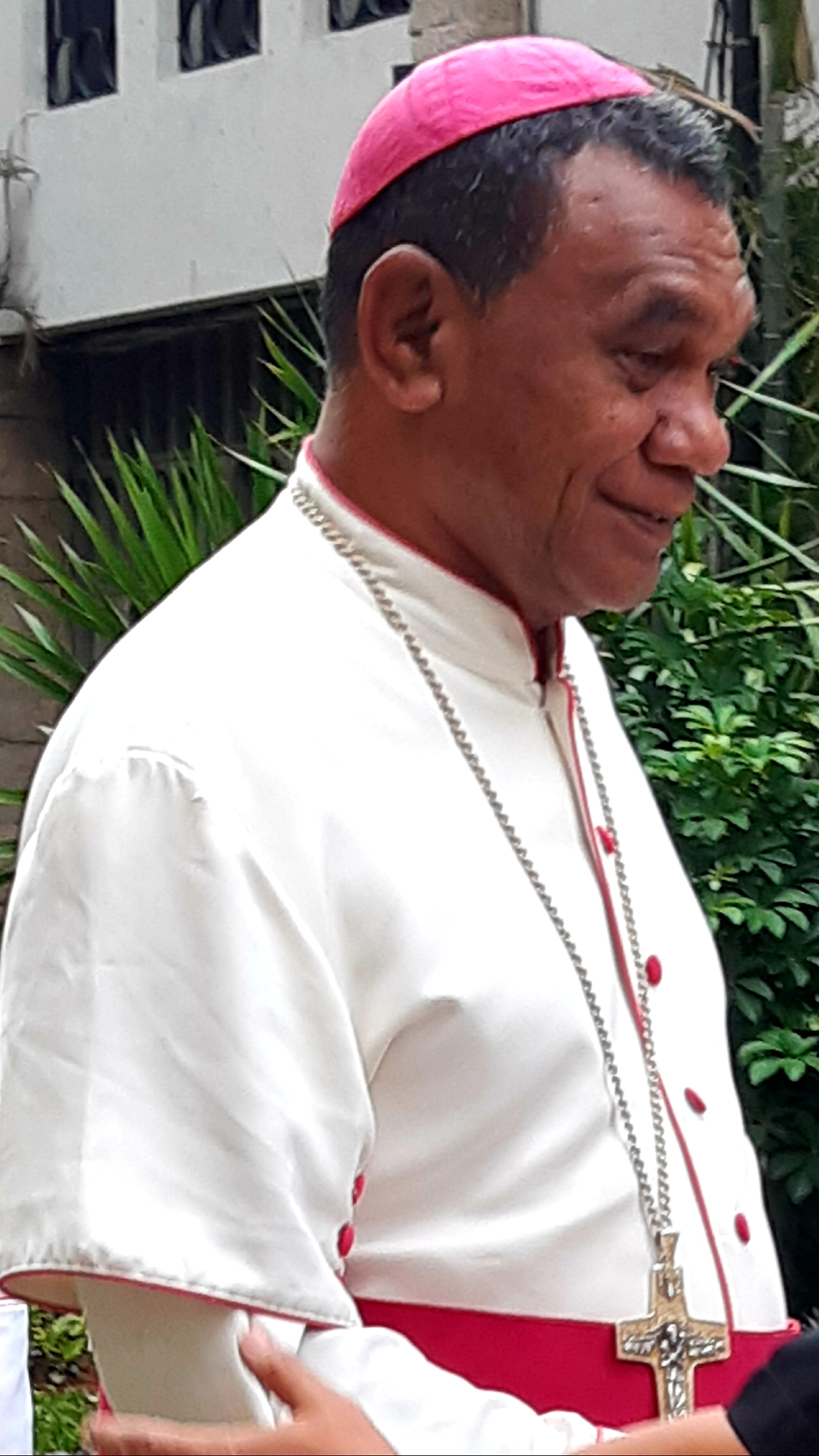
Bisschop John Philip Saklil (2003-2019), de eerste bisschop
Kerkprovincie met aartsbisdom en suffragane bisdommen

Merauke (aartsbisdom) · Agats · Jayapura · Manokwari-Sorong · Timika